# Silene akinfievii
Silene akinfievii är en nejlikväxtart som beskrevs av Johannes Theodor Schmalhausen. Silene akinfievii ingår i släktet glimmar, och familjen nejlikväxter. Inga underarter finns listade i Catalogue of Life.